# Rhene haldanei
Rhene haldanei là một loài nhện trong họ Salticidae.
Loài này thuộc chi Rhene. Rhene haldanei được Pawan U. Gajbe miêu tả năm 2004.